# Белтерець (Бузеу)
Белтерець, Белтереці (рум. Băltăreți) — село у повіті Бузеу в Румунії. Входить до складу комуни Улмень.
Село розташоване на відстані 80 км на північний схід від Бухареста, 18 км на південний захід від Бузеу, 117 км на захід від Галаца, 103 км на південний схід від Брашова.

## Населення
За даними перепису населення 2002 року у селі проживали 572 особи, з них 569 осіб (99,5%) румунів. Рідною мовою 569 осіб (99,5%) назвали румунську.